# Legnagyobb darabszámban gyártott repülőgépek listája
Ez a legnagyobb darabszámban gyártott repülőgépek listája, mely az 5000-nél nagyobb darabszámban készült repülőgépeket sorolja fel. A darabszámokhoz jellemzően hozzá lettek számolva a különböző típusvariációk, valamint a licencben gyártott gépek is, melyek száma jellemzően az egyes cikkekből lettek átvéve. A jelenleg is gyártott típusok ciánkék háttérrel vannak kiemelve.

## Több mint 20 000 repülőgép
| Név                  | Gyártott darabszám | Ország             | Megjegyzés | Gyártási évek   |
| -------------------- | ------------------ | ------------------ | --- | --------------- |
| Cessna 172           | 43 000+            | USA                | Jelenleg is gyártásban. Licenc alapján Franciaországban is gyártották                                                                                  | 1956–napjainkig |
| Il–2                 | 36 183             | Szovjetunió        | Legnagyobb darabszámban gyártott egyfedelű csatarepülőgép, legnagyobb darabszámban gyártott kétüléses repülőgép                                        | 1941–1945       |
| Bf 109               | 34 852             | Németország        | Legtöbbet gyártott vadász. Legtöbbet gyártott együléses repülőgép. Romániában, Spanyolországban, Csehszlovákiában és Svájcban is gyártották licencben. | 1936–1958       |
| Piper P–28 Cherokee  | 32 778+            | USA                | Jelenleg is gyártásban. Többféle változatban készült                                                                                                   | 1960–napjainkig |
| Cessna 150           | 23 949             | USA                | Legtöbbet gyártott 2 üléses polgári repülőgép. Licenc alapján Franciaországban is gyártották                                                           | 1958–1977       |
| Cessna 182           | 23 237+            | USA                | Jelenleg is gyártásban. Licenc alapján Franciaországban is gyártották.                                                                                 | 1956–napjainkig |
| Supermarine Spitfire | 20 351             | Egyesült Királyság | | 1938–1948       |
| Fw 190               | 20 051             | Németország        | NC 900 néven 64 db Franciaországban is készült a háború után.                                                                                          | 1939–1945       |
| Piper J–3 Cub        | 20 038             | USA                | Legtöbbet gyártott szövet bevonatú repülőgép | 1938–1947       |
| Po–2                 | 20 000             | Szovjetunió        | Legtöbbet gyártott kétfedeles repülőgép. Elképzelhető, hogy a darabszám inkább 33 000                                                                  | 1928–1952       |

## 10 000–20 000 repülőgép
| Név                  | Gyártott darabszám | Ország                                               | Megjegyzés | Gyártási évek                                       |
| -------------------- | ------------------ | ---------------------------------------------------- | --- | --------------------------------------------------- |
| B–24 Liberator       | 18 482             | USA                                                  | Legtöbbet gyártott nehézbombázó; legtöbbet gyártott többmotoros repülőgép. | 1940–1945                                           |
| An–2                 | 18 000+            | Szovjetunió, Népi Demokratikus Kína és Lengyelország | Leghosszabb ideig gyártott kétfedelű repülőgép | 1947–napjainkig (1992 óta Kínában licencgyártásban) |
| MiG–15               | 18 000+            | Szovjetunió                                          | Legtöbbet gyártott sugárhajtású repülőgép. 3 454 épült Csehszlovákiában (S-102/103), 727 Lengyelországban Lim–1 és Lim–2 jelzéssel, ?? Kínában JJ-2 néven                          | 1947–1950s                                          |
| Beechcraft Bonanza   | 17 000+            | USA                                                  | A leghosszabb ideig gyártott repülőgép. Jelenleg is gyártásban. | 1947–napjainkig                                     |
| Mi–8                 | 17 000+            | Szovjetunió/Oroszország                              | A legtöbbet gyártott helikopter. Jelenleg is gyártásban. | 1961–napjainkig                                     |
| Jak–9                | 16 769             | Szovjetunió                                          | | 1942–1948                                           |
| DC–3                 | 16 079             | USA                                                  | Legtöbbet gyártott utasszállító. Licenc alapján gyártotta a Szovjetunió Li–2 néven és Japán is L2D jelzéssel.                                                                      | 1935–1952                                           |
| UH–1 Iroquois        | 16 000+            | USA                                                  | A legtöbbet gyártott nyugati helikopter. Beleértve a Bell 204/205/212/214 típusokat is. Jelenleg is gyártásban.                                                                    | 1959–napjainkig                                     |
| P–47 Thunderbolt     | 15 660             | USA                                                  | Legtöbbet gyártott amerikai vadász | 1942–1945                                           |
| P–51 Mustang         | 15 586             | USA                                                  | Nem számítva az F-82 és egyéb változatokat. | 1940–1951                                           |
| T–6 Texan            | 15 495             | USA                                                  | Gyakorló | 1937–1950-es évek                                   |
| Ju 88                | 15 183             | Németország                                          | Zuhanóbombázónak fejlesztették, de többcélú repülőgép lett a Luftwaffe állományában                                                                                                | 1939–1945                                           |
| Hawker Hurricane     | 14 527             | Egyesült Királyság                                   | Licenc alapján Kanadában is gyártották | 1937–1944                                           |
| MiG–21               | 13 996             | Szovjetunió                                          | Legtöbbet gyártott szuperszonikus repülőgép. Számos változat készült Indiában a HAL gyárában. Készült még Kínában J–7 és JJ–7 típusneveken, valamint Csehszlovákiában S–106 néven. | 1959–2006                                           |
| P–40 Warhawk         | 13 738             | USA                                                  | A harmadik Legtöbbet gyártott amerikai vadász a második világháborúban. | 1939–1944                                           |
| Chotia Weedhopper    | 13 000             | USA                                                  | Jelenleg is gyártásban. Legtöbbet gyártott ultrakönnyű repülőgép. | 1977–napjainkig                                     |
| B–17 Flying Fortress | 12 731             | USA                                                  | | 1937–1945                                           |
| F4U Corsair          | 12 571             | USA                                                  | Az USA-ban valaha legtovább gyártott dugattyú motoros vadászgép. | 1941–1952                                           |
| F6F Hellcat          | 12 275             | USA                                                  | | 1942–1945                                           |
| BT–13 Valiant        | 11 537             | USA                                                  | Vultee gyártmányú | 1939–1947                                           |
| Vickers Wellington   | 11 461             | Egyesült Királyság                                   | közepes bombázó | 1936–1945                                           |
| Pe–2                 | 11 427             | Szovjetunió                                          | |                                                     |
| Avro Anson           | 11 029             | Egyesült Királyság                                   | Kanadában is gyártották licencben | 1935–1952                                           |
| A6M Zero             | 10 939             | Japan                                                | | 1940–1945                                           |
| Boeing 737           | 10 271             | USA                                                  | A legtöbbet gyártott nagy méretű polgári sugárhajtású repülőgép. Jelenleg is gyártásban                                                                                            | 1967–napjainkig                                     |
| Piper Pacer          | 10 610             | USA                                                  | Kezdetben a neve Piper PA–20 Pacer és Piper PA–22 Tri-Pacer volt | 1950–1964                                           |
| MiG–17               | 10 367             | Szovjetunió                                          | Számos példány készült Kínában a Senjang gyárban J–5 és JJ–5 típusjelzéssel | 1951–1986                                           |
| P–38 Lightning       | 10 037             | USA                                                  | | 1941–1945                                           |
| Aeronca Champion     | 10 000+            | USA                                                  | | 1946–1950                                           |

## 5000–10 000 repülőgép
| Név                      | Gyártott darabszám | Ország                                                  | Megjegyzés | Gyártási évek   |
| ------------------------ | ------------------ | ------------------------------------------------------- | --- | --------------- |
| DFS SG 38 Schulgleiter   | kb. 10 000         | Németország                                             | oktató vitorlázó | 1938–1944       |
| B–25 Mitchell            | 9984               | USA                                                     | |                 |
| La–5                     | 9920               | Szovjetunió                                             | |                 |
| F–86 Sabre/FJ Fury       | 9860               | USA                                                     | Licenc alapján Kanadában és Ausztráliában is gyártották                                                                 | 1947–1956       |
| TBF Avenger              | 9837               | USA                                                     | |                 |
| Bell P-39 Airacobra      | 9584               | USA                                                     | | 1938–1944       |
| Cessna 210               | 9240               | USA                                                     | | 1957–1985       |
| Piper PA–18              | 9000               | USA                                                     | | 1949–1994       |
| Beechcraft Model 18      | 9000               | USA                                                     | | 1937–1970       |
| Jak–18                   | 9000               | Szovjetunió                                             | | 1946-1960s      |
| Avro 504                 | 8970               | Egyesült Királyság                                      | A legtöbb az első világháború alatt készült                                                                             | 1913–1918       |
| Jak–1                    | 8720               | Szovjetunió                                             | | 1940–1944       |
| I–16                     | 8644               | Szovjetunió                                             | | 1934–1943       |
| Boeing-Stearman Model 75 | 8584               | USA                                                     | | 1934–1942       |
| Cessna 206               | 8509               | USA                                                     | 205, 206, and 207 | 1962–napjainkig |
| SPAD S.XIII              | 8472               | Franciaország                                           | A legtöbb az első világháború alatt vadászrepülőgépnek épült.                                                           | 1917–1918       |
| Airbus A320              | 8419               | EU                                                      | A318/A319/A320/A321 | 1988–napjainkig |
| La Mouette Atlas         | 8000+              | Franciaország                                           | vitorlázórepülőgép | 1979–napjainkig |
| Grumman F4F Wildcat      | 7885               | USA                                                     | |                 |
| Piper PA–32              | 7842+              | USA                                                     | PA-28 megnövelt változata                                                                                               | 1965–2007       |
| Breguet 14               | 7800               | France                                                  | 2 300 épült az első világháborút követően.                                                                              | 1916–1928       |
| de Havilland Mosquito    | 7 781              | Egyesült Királyság                                      | Licenc alapján gyártották Kanadában és Ausztráliában                                                                    | 1940–1950       |
| Cessna 120 and 140       | 7664               | USA                                                     | | 1946–1950       |
| Cessna 152               | 7584               | USA                                                     | Franciaországban is készült licencben.                                                                                  | 1977–1985       |
| F–84 Thunderjet          | 7524               | USA                                                     | |                 |
| Douglas DB–7             | 7478               | USA                                                     | |                 |
| Avro Lancaster           | 7377               | Egyesült Királyság                                      | Beleértve, hogy 430 Kanadában készült licenc alapján.                                                                   | 1942–1945       |
| Bell 206 Jetranger       | 7340+              | A Bell gyáregységeiben készült USA-ban és Kanadában     | Továbbá licenc alapján gyártotta az olasz Agusta Bell Olaszország és Ausztria számára                                   | 1966–napjainkig |
| He 111                   | 7300               | Németország                                             | Spanyolországban is gyártották CASA C.2111 néven                                                                        | 1935–1944       |
| Mi–2                     | 7200               | Szovjetunió, Lengyelország                              | | 1965–1985       |
| SB2C Helldiver           | 7140               | USA                                                     | 1135 darabot Kanadában gyártottak licencben.                                                                            | 1940–1945       |
| de Havilland Tiger Moth  | 7105               | Egyesült Királyság                                      | Több országban is gyártották licence alapján                                                                            | 1931–1944       |
| Piper PA–23              | 6976               | USA                                                     | | 1952–1981       |
| Curtiss JN–4             | 6813               | USA                                                     | |                 |
| Polikarpov I–15          | 6750               | Szovjetunió                                             | Spanyolországban is gyártották                                                                                          |                 |
| Tupolev SB               | 6656               | Szovjetunió                                             | Csehszlovákiában is gyártották                                                                                          | 1936–1941       |
| T–33 Shooting Star       | 6 557              | USA                                                     | Kanadában is gyártották licencben (Kanadai Légierő)                                                                     |                 |
| Jak–7                    | 6399               | Szovjetunió                                             | |                 |
| Cessna 310               | 6321               | USA                                                     | | 1954–1980       |
| LaGG–3                   | 6258               | Szovjetunió                                             | | 1941–1942       |
| Il–10                    | 6226               | Szovjetunió                                             | Csehszlovákiában is készült.                                                                                            | 1944–1954       |
| Cessna 180               | 6193               | USA                                                     | | 1953–1981       |
| Handley Page Halifax     | 6176               | Egyesült Királyság                                      | nehézbombázó | 1940–1946       |
| Bf 110                   | 6150               | Németország                                             | A legtöbb forrás szerint 6000–6150 darab között.                                                                        |                 |
| Ju 87                    | 6000               | Németország                                             | |                 |
| R–5                      | 6000               | Szovjetunió                                             | |                 |
| Sopwith 11 Strutter      | 5939               | többnyire Franciaországban készült francia használatra. | 1917–1918 |                 |
| SBD Dauntless            | 5936               | USA                                                     | | 1940–1944       |
| Bristol Beaufighter      | 5928               | Egyesült Királyság                                      | Ausztráliában is készült.                                                                                               | 1940–1946       |
| Ki–43 Hajabusza          | 5919               | Japan                                                   | | 1942–1945       |
| K5Y                      | 5770               | Japan                                                   | | 1934–1945       |
| La–7                     | 5753               | Szovjetunió                                             | |                 |
| Antonov A–1              | 5700               | Szovjetunió                                             | | 1930–1940s      |
| Robinson R44             | 5536+              | USA                                                     | | 1993–napjainkig |
| MiG–19                   | 5500               | Szovjetunió                                             | Csehszlovákiában is gyártották Mig-19S néven, valamint Kínában J–6 és JJ–6 néven. Nagyjából 2500 szovjet és 3000 kínai. |                 |
| Sopwith Camel            | 5500               | Egyesült Királyság                                      | Első világháborús vadász                                                                                                | 1917–1918       |
| Cessna AT–17             | 5422               | USA                                                     | |                 |
| Bristol F.2              | 5329               | Egyesült Királyság                                      | Első világháborús vadász                                                                                                | 1916–1927       |
| B–26 Marauder            | 5288               | USA                                                     | |                 |
| Il–4                     | 5256               | Szovjetunió                                             | | 1942–1944       |
| S.E.5                    | 5205               | Egyesült Királyság                                      | | 1917–1918       |
| F–4 Phantom II           | 5195               | USA                                                     | | 1958–1981       |
| Cessna 170               | 5174               | USA                                                     | | 1948–1956       |
| MiG–23                   | 5047               | Szovjetunió                                             | | 1967–1985       |
| Jak–12                   | 5000               | Szovjetunió                                             | |                 |
| Grunau Baby IIb          | ~5000              | Németország                                             | | 1932–?          |

## Fordítás
- Ez a szócikk részben vagy egészben  a   List of most produced aircraft című angol Wikipédia-szócikk ezen változatának fordításán alapul.  Az eredeti cikk szerkesztőit annak laptörténete sorolja fel. Ez a jelzés csupán a megfogalmazás eredetét és a szerzői jogokat jelzi, nem szolgál a cikkben szereplő információk forrásmegjelöléseként.